# 25.º governo republicano (Portugal)

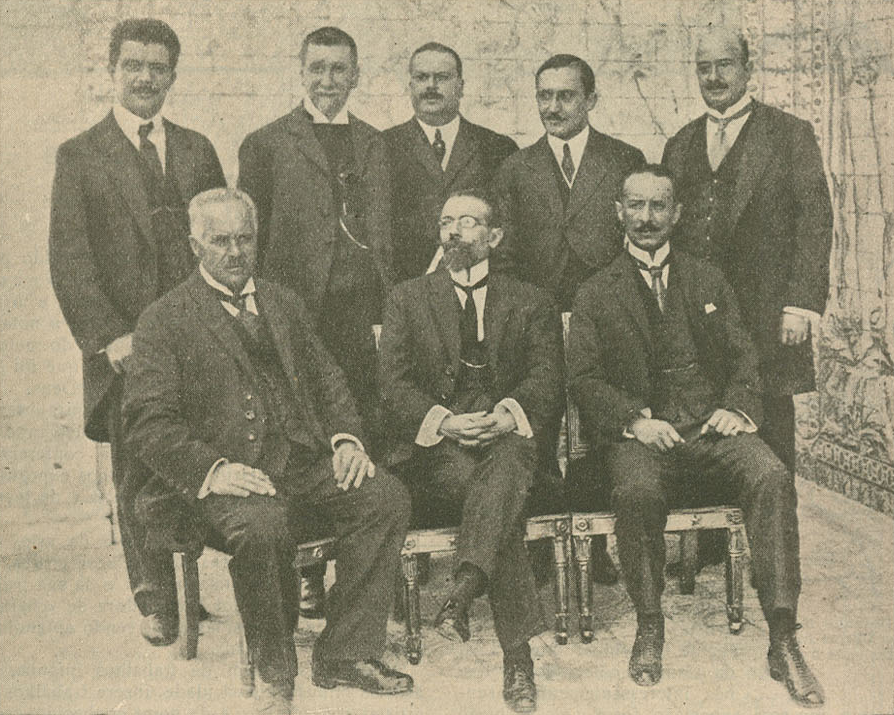
Retrato de grupo dos novos ministros, em junho de 1920.

O 25.º governo da Primeira República Portuguesa, nomeado a 26 de junho de 1920 e exonerado a 19 de julho de 1920, foi liderado por António Maria da Silva.
A sua constituição era a seguinte:
| Cargo                               | Detentor | Detentor                                    | Período                                   |
| ----------------------------------- | -------- | ------------------------------------------- | ----------------------------------------- |
| Presidente do Ministério            |          | António Maria da Silva (1872–1950)          | 26 de junho de 1920 a 19 de julho de 1920 |
| Ministro do Interior                |          | João Pedroso de Lima (1858–1938)            | 26 de junho de 1920 a 19 de julho de 1920 |
| Ministro da Justiça e dos Cultos    |          | António de Oliveira e Castro (1865–1938)    | 26 de junho de 1920 a 19 de julho de 1920 |
| Ministro das Finanças               |          | António Maria da Silva (1872–1950)          | 26 de junho de 1920 a 19 de julho de 1920 |
| Ministro da Guerra                  |          | João Pedroso de Lima (interino) (1858–1938) | 26 de junho de 1920 a 19 de julho de 1920 |
| Ministro da Marinha                 |          | Fernando Brederode (1867–1939)              | 26 de junho de 1920 a 19 de julho de 1920 |
| Ministro dos Negócios Estrangeiros  |          | Francisco António Correia (1877–1938)       | 26 de junho de 1920 a 19 de julho de 1920 |
| Ministro do Comércio e Comunicações |          | José Domingues dos Santos (1887–1958)       | 26 de junho de 1920 a 19 de julho de 1920 |
| Ministro das Colónias               |          | Vasco Guedes de Vasconcelos (1880–1960)     | 26 de junho de 1920 a 19 de julho de 1920 |
| Ministro da Instrução Pública       |          | Augusto Nobre (1865–1946)                   | 26 de junho de 1920 a 19 de julho de 1920 |
| Ministro do Trabalho                |          | José da Costa Júnior (1872–1931)            | 26 de junho de 1920 a 19 de julho de 1920 |
| Ministro da Agricultura             |          | João Gonçalves (1874–1956)                  | 26 de junho de 1920 a 19 de julho de 1920 |